# 黃曉瑩
黃曉瑩（英語：Vinky Wong Hiu Ying，1990年5月28日—），香港無綫電視新聞從業員。

## 簡歷
黃曉瑩曾就讀青衣島郭怡雅神父紀念學校及葵涌聖公會林護紀念中學，中學時與無綫新聞部前同事陳嘉倩為同級同學，在校期間曾任學生健康推廣委員會主席。2012年畢業於香港中文大學社會科學院新聞與傳播學院（新聞與傳播學系）；2011年在校期間曾任職無綫電視實習記者，翌年畢業後正式加入無綫電視新聞部。2015年起擔任資訊專題節目主持、專題記者。
2018年4月起主持《香港早晨》。

## 感情生活
2020年10月，黃曉瑩被傳媒發現跟一名身型魁梧的男子逛街，更獲對方駕駛房車接載；同年12月12日結婚。

## 演出作品

### 主持節目
- 2015年：《世界零距離II》（與陳沛珈、方東昇合作）
- 2016年：《世界零距離III》（與陳沛珈、方東昇合作）[6][7]
- 2018年：《長命百二歲》（與李德成、方東昇合作）
- 2018年：《香港早晨》（與梁凱寧合作）
- 2018年：《長命百二歲II》（與李德成、方東昇、李曉欣合作）
- 2019年：《2019年香港大事回顧》（與李卓謙合作）
- 2020年：《這麼遠，那麼近》（與方東昇、黃靖婷、李曉欣合作)
- 2021年：《2020國際大事回顧》
- 2021年：《尋人記》（與方東昇、黃靖婷、李曉欣合作)
- 2021年：《2021國際大事回顧》
- 2022年；《2022國際大事回顧》
- 2022年：首次主持財經透視
- 2022年：《尋人記II》（與方東昇、黃靖婷、李曉欣合作)
- 2023年：《好睡好起》
- 2023年：《2023年香港大事回顧》（與李卓謙合作）
- 2024年：首次主持新聞透視
- 2024年：《2024年香港大事回顧》（與李卓謙合作）
- 2025年：首次旁述《新聞掏寶》（接替已離職的黃珊）
- 2025年：《真相猜·情·尋》（與方東昇、李嘉嘉合作)

## 外部連結
- 黃曉瑩的Facebook專頁
- 黃曉瑩的Instagram帳戶